# هارال هنسن (بازیکن فوتبال)
هارال هنسن (دانمارکی: Harald Hansen; ۱۴ مارس ۱۸۸۴ – ۱۰ مهٔ ۱۹۲۷) بازیکن فوتبال اهل دانمارک بود.
وی به‌همراه تیم ملی فوتبال دانمارک به مدال نقره در بازی‌های المپیک تابستانی ۱۹۰۸ و ۱۹۱۲ رسیده‌است.